# Pamphorichthys minor
Pamphorichthys minor är en fiskart som först beskrevs av Garman, 1895.  Pamphorichthys minor ingår i släktet Pamphorichthys och familjen Poeciliidae. Inga underarter finns listade i Catalogue of Life.